# اس‌کی‌ام
اس‌کی‌ام (انگلیسی: Fast City Rail) شرکت ترابری ریلی لهستانی است، که در سال ۲۰۰۴ تأسیس شد.